# Syrovín
Syrovín település Csehországban, Hodoníni járásban. Syrovín Těmice, Ořechov, Újezdec, Hostějov, Žeravice és Domanín településekkel határos. Lakosainak száma 367 fő (2024. január 1.).

## Népesség
A település lakosságának változását az alábbi diagram mutatja:
| Lakosok száma | 641  | 686  | 712  | 594  | 490  | 405  | 353  | 354  | 338  | 367  |
|               | 1869 | 1890 | 1921 | 1950 | 1980 | 2001 | 2017 | 2019 | 2022 | 2024 |